# Charles Van de Veegaete
Charles Van de Veegaete est un arbitre international[réf. nécessaire] de football né à Gand le 22 décembre 1877 et mort en 1958. Cofondateur, animateur et mécène de l'US Tourcoing dont le stade porte aujourd’hui le nom, il est l’auteur d’un des premiers livres sur l’arbitrage, L’Arbitre de Football dont la première édition est parue en 1932.

## Biographie
Charles Van de Veegaete participe en 1898 à la fondation de l'US Tourcoing dont il est capitaine de l'équipe première en 1904. Il devient président du club à partir de 1910.
Charles Van de Veegaete occupe la fonction d'arbitre à partir de 1905 et intègre la Commission régionale d'arbitrage du Nord.
Il a officié durant plus de 20 ans mais il est surtout reconnu dans le monde du football pour avoir rédigé l’un des premiers traité de l’arbitrage faisant référence
. Il était également industriel, travaillant dans le textile.
Il est nommé chevalier de la Légion d'honneur en 1949.

## Anecdote
Son ancienne maison située rue Pasteur à Tourcoing et construite en 1927 par l’architecte gantois Géo Bontinck est inscrite à l'Inventaire supplémentaire des monuments historiques: sa façade est ornée d’un footballeur et d’une fileuse, symboles de sa passion sportive et de son activité d'industriel du textile.